# رولف باومان
رولف باومان (بالألمانية: Rolf Baumann)‏ هو مدرب كرة قدم ولاعب كرة قدم ألماني، ولد في 14 يونيو 1963. لعب مع نادي بازل ونادي شتوتغارت.

## وصلات خارجية
- رولف باومان على موقع قاعدة بيانات كرة القدم.إي يو (الإنجليزية)
- رولف باومان على موقع بيانات كرة القدم. دي إي (الألمانية)